# 開京
開京（かいきょう、ケギョン）は、10世紀から14世紀まで朝鮮半島に存在した高麗（918年 - 1392年）の首都。現在の朝鮮民主主義人民共和国開城市である。

## 概要
開京を含む松岳郡は、高麗を興した王建（高麗太祖）の祖先が代々統治していた地であった。『高麗史』によれば、王建の祖先は風水によって朝鮮半島の統一を成すものが現れる地として開京を選び、景観や施設を風水論に従って開発してきたとされる。後高句麗（泰封）王弓裔の協力者だった王建の父竜建は、新羅時代に築かれた松岳城をもとに宮城となる勃禦塹城を築き、898年から905年までの7年間都城となっていた。その後都城は鉄原に移されたが、918年にクーデターによって高麗を樹立した王建は、翌919年に鉄原から故郷である開京に遷都した。
遷都後、2か月の間に10か所の仏教寺院が建立され、その後も開京周辺に25か所の寺を建設した。前述の通り、高麗はその正統性を風水論に求めたため、開京周辺の地名や施設は全て風水に従って構成されている。これらの寺は祖霊や功臣の供養であるとともに、風水を象徴するための装置として建設された。
風水都市である開京は、唐の長安のように前朝後市や、宗廟を中心とした格子状の街路といった中国王朝流の都城様式を踏襲していない。開京が中国流の都城様式を取らなかった現実的な理由として、前王の暴政を糺す名目から減税や賦役免除といった撫民政策を取ったこと、開京が海沿い且つ山に囲まれた地形であったことが挙げられる。
開京は皇都、松嶽、松都と呼ばれた。開京の北西の方にある碧瀾渡は船舶の運行が自由で、国際港として成長した。高麗の時は貿易が盛んで、宋・日本・アラビアから多くの商人たちが訪れた。